# Рејчел Грифитс
Рејчел Грифитс (енгл. Rachel Griffiths; 18. децембар 1968, Мелбурн, Викторија)  аустралијска је позоришна, филмска и ТВ глумица.
Била је номинована за Оскара за најбољу споредну глумицу 1999. за улогу у филму Хилари и Џеки, а освојила је Златни глобус 2002. за улогу у серији Шест стопа испод. Њена друга запажена дела су Венчање без младожење, Бели прах, Новајлија, Ухвати ритам и Гребен спаса.